# Kecamatan Taman (distrikt i Indonesien, lat -7,65, long 111,53)
Kecamatan Taman är ett distrikt i Indonesien.   Det ligger i provinsen Jawa Timur, i den västra delen av landet, 500 km öster om huvudstaden Jakarta.